# Archidendropsis glandulosa
Archidendropsis glandulosa är en ärtväxtart som först beskrevs av André Guillaumin, och fick sitt nu gällande namn av Ivan Christian Nielsen. Archidendropsis glandulosa ingår i släktet Archidendropsis och familjen ärtväxter. Inga underarter finns listade i Catalogue of Life.